# Marion Josserand
Marion Josserand (Saint-Martin-d'Hères, 6 ottobre 1986) è un'ex sciatrice alpina e sciatrice freestyle francese attiva principalmente nello ski cross, specialità nella quale vinse la medaglia di bronzo ai XXI Giochi olimpici invernali di Vancouver 2010.

## Biografia

### Stagioni 2002-2008
Originaria di Séchilienne, la Josserand iniziò la sua carriera nello sci alpino: attiva in gare FIS dal dicembre del 2001, in Coppa Europa esordì il 7 gennaio 2003 a Tignes in discesa libera (75ª), ottenne il miglior piazzamento il 15 gennaio 2005 a Megève ancora in discesa libera (33ª) e prese per l'ultima volta il via il 27 gennaio 2006 nelle medesime località e specialità (68ª). Durante la sua carriera nello sci alpino non debuttò in Coppa del Mondo né prese parte a rassegne olimpiche o iridate.
Dalla stagione 2006-2007 si dedicò al freestyle, specialità ski cross, pur continuando a prendere parte ad alcune gare minori di sci alpino in Francia (l'ultima fu uno slalom gigante militare disputato il 21 marzo 2012 a Megève e non completato dalla Josserand): debuttò nella disciplina in occasione della gara di Coppa del Mondo disputata il 10 gennaio a Flaine (9ª) ed esordì ai Campionati mondiali a Madonna di Campiglio 2007, dove si classificò al 6º posto.

### Stagioni 2009-2014

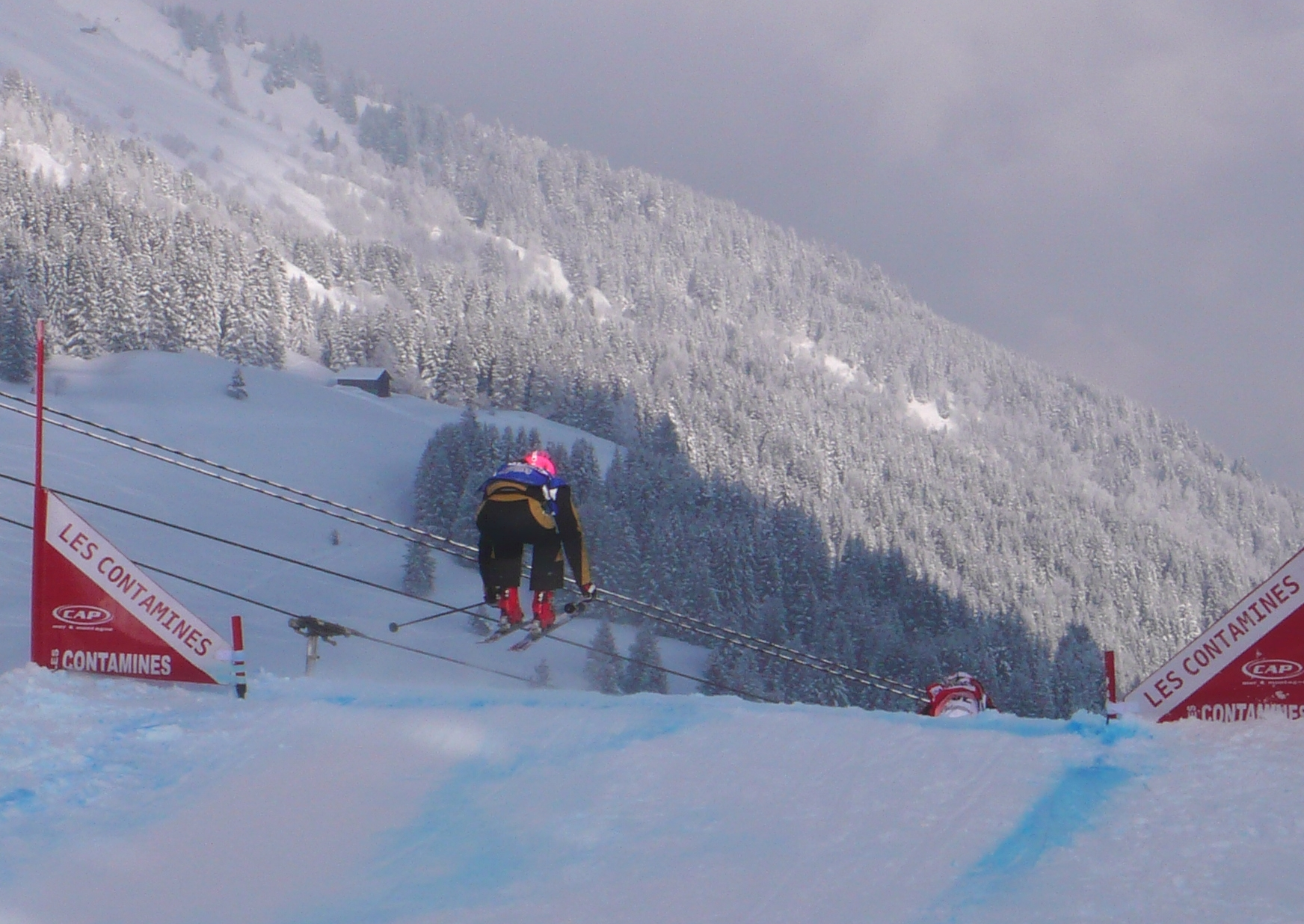
Marion Josserand in gara a Les Contamines nel 2010

Il 5 gennaio 2009 conquistò a Sankt Johann in Tirol/Oberndorf in Tirol l'unica vittoria in Coppa del Mondo e il 12 marzo successivo il secondo e ultimo podio nel circuito, a Grindelwald (2ª); nella stessa stagione ai Mondiali di Inawashiro, sua ultima presenza iridata, si piazzò 11ª.
L'anno dopo ai XXI Giochi olimpici invernali di Vancouver 2010, suo esordio olimpico, vinse la medaglia di bronzo e, l'11 dicembre, conquistò il suo unico podio in Coppa Europa vincendo la gara disputata a Jerzens. Ai XXII Giochi olimpici invernali di Soči 2014, sua ultima presenza olimpica, si classificò al 27º posto; si ritirò al termine di quella stessa stagione 2013-2014 e la sua ultima gara fu la prova di Coppa del Mondo disputata il 23 marzo a La Plagne, chiusa dalla Josserand al 27º posto.

## Palmarès

### Sci alpino

#### South American Cup
- Miglior piazzamento in classifica generale: 15ª nel 2004
- 1 podio:
  - 1 terzo posto

### Freestyle

#### Olimpiadi

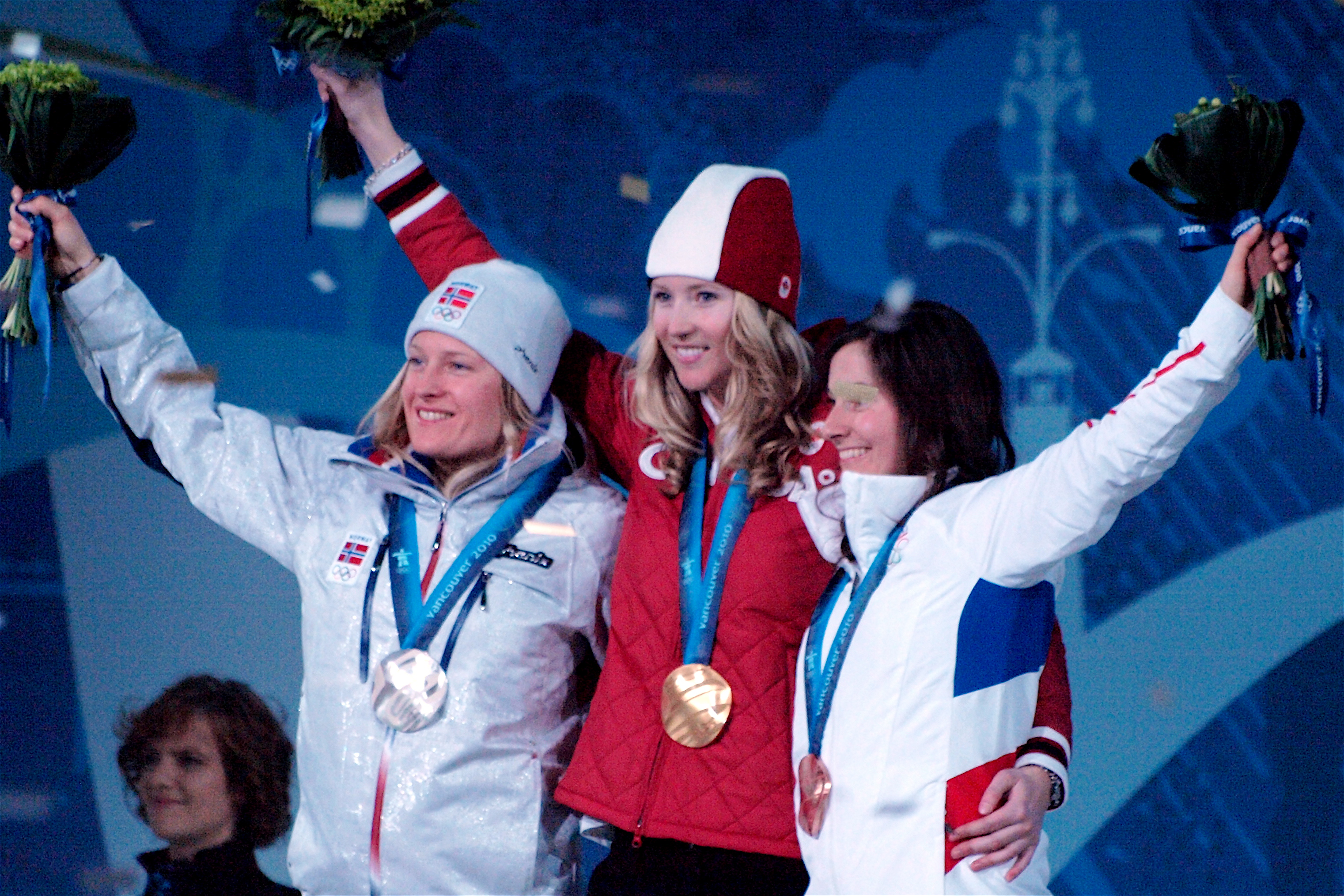
Marion Josserand (bronzo, a destra) sul podio dello ski cross ai XXI Giochi olimpici invernali di, con Hedda Berntsen (argento, a sinistra) e Ashleigh McIvor (oro, al centro)

- 1 medaglia:
  - 1 bronzo (ski cross a Vancouver 2010)

#### Coppa del Mondo
- Miglior piazzamento in classifica generale: 22ª nel 2009
- Miglior piazzamento nella classifica di ski cross: 6ª nel 2009
- 2 podi:
  - 1 vittoria
  - 1 secondo posto

##### Coppa del Mondo - vittorie
| Data           | Località                                 | Paese   | Specialità |
| -------------- | ---------------------------------------- | ------- | ---------- |
| 5 gennaio 2009 | Sankt Johann in Tirol/Oberndorf in Tirol | Austria | SX         |

Legenda:

SX = ski cross

#### Coppa Europa
- Miglior piazzamento nella classifica di ski cross: 18ª nel 2011
- 1 podio:
  - 1 vittoria

##### Coppa Europa - vittorie
| Data             | Località | Paese   | Specialità |
| ---------------- | -------- | ------- | ---------- |
| 11 dicembre 2010 | Jerzens  | Austria | SX         |

Legenda:

SX = ski cross

#### Nor-Am Cup
- Miglior piazzamento nella classifica di ski cross: 14ª nel 2010
- 1 podio:
  - 1 terzo posto

#### Campionati francesi
- 2 medaglie:
  - 1 oro (ski cross nel 2010)
  - 1 bronzo (ski cross nel 2007)